# Canton de Saint-Martin-d'Hères-Sud
Le canton de Saint-Martin-d'Hères-Sud est une ancienne division administrative française située dans le département de l'Isère et la région Rhône-Alpes.

## Géographie
Ce canton était organisé autour de Saint-Martin-d'Hères dans l'arrondissement de Grenoble. Son altitude variait de 206 m (Saint-Martin-d'Hères) à 610 m (Saint-Martin-d'Hères) pour une altitude moyenne de 234 m.

## Histoire
Le canton de Saint-Martin-d'Hères-Sud a été créé par le décret du 24 janvier 1985 à la suite du démantèlement de l'ancien canton de Saint-Martin-d'Hères.
Le 23 novembre 2013, la nouvelle carte cantonale de l'Isère a été présenté par le préfet Richard Samuel et, voté par l'Assemblée départementale de l'Isère. Le Conseil d'État publie le décret n°2014-180, le 18 février 2014, validant le redécoupage cantonal du département. Les cantons de Saint-Martin-d'Hères-Nord et de Saint-Martin-d'Hères-Sud ainsi que trois communes du canton d'Eybens fusionnent pour reformer le canton de Saint-Martin-d'Hères.

## Représentation
| Période | Période          | Identité        | Étiquette | Qualité |
| ------- | ---------------- | --------------- | --------- | --- |
| 1985    | 1999 (démission) | Joseph Blanchon | PCF       | Maire de Saint-Martin-d'Hères (1971-1999) Ancien conseiller général du Canton de Saint-Martin-d'Hères (1973-1985) |
| 1999    | 2015             | José Arias      | PCF       | Vice-président du Conseil général Conseiller municipal de Saint-Martin-d'Hères                                    |

## Composition
Le canton de Saint-Martin-d'Hères-Sud se composait d’une fraction de la commune de Saint-Martin-d'Hères. Il compte 12 024 habitants (population municipale) au 1er janvier 2012.
| Nom                              | Code Insee | Intercommunalité         | Population (dernière pop. légale)               |
| -------------------------------- | ---------- | ------------------------ | ----------------------------------------------- |
| Saint-Martin-d'Hères (chef-lieu) | 38421      | Grenoble-Alpes Métropole | Fraction : 12 024(2012) Commune : 38 100 (2014) |

## Démographie
| 1990   | 1999   | 2006   | 2011   | 2012   |
| ------ | ------ | ------ | ------ | ------ |
| 13 886 | 12 990 | 12 096 | 11 894 | 12 024 |